# Chiesa dell'Assunzione di Maria Vergine (Corniglio, Agna)
La chiesa dell'Assunzione di Maria Vergine è un luogo di culto cattolico dalle forme barocche e neoclassiche, situato in via Caduti del Monte Caio 75 ad Agna, frazione di Corniglio, in provincia e diocesi di Parma; è sede di una parrocchia compresa nella zona pastorale della Montagna.

## Storia
Il luogo di culto originario fu edificato agli inizi del XVI secolo per volere degli abitanti del borgo di Agna, costretti fino ad allora a recarsi per ogni funzione religiosa nella cappella di Ballone; la più antica testimonianza dell'esistenza dell'oratorio, dedicato all'Assunta, risale al 1521.
Nel 1604 il tempio, in precedenza dipendente dalla chiesa di Ballone, fu eretto a sede parrocchiale autonoma.
Nel 1620 l'edificio cinquecentesco cadde in rovina e ne fu decisa la ricostruzione; il cantiere fu avviato nel 1693 e la struttura fu completata l'anno seguente, mentre sulle rovine dell'antico luogo di culto fu in seguito realizzato il cimitero della località.
Nel 1856 la chiesa fu arricchita di una cappella, dedicata a san Nicola da Tolentino.
Nel 1881 la facciata seicentesca fu ricostruita in forme neoclassiche, conservando solo l'antico portale centrale.
Nel 1925, su disegno dell'architetto Lamberto Cusani, fu eretto in adiacenza alla chiesa il campanile in pietra.

## Descrizione

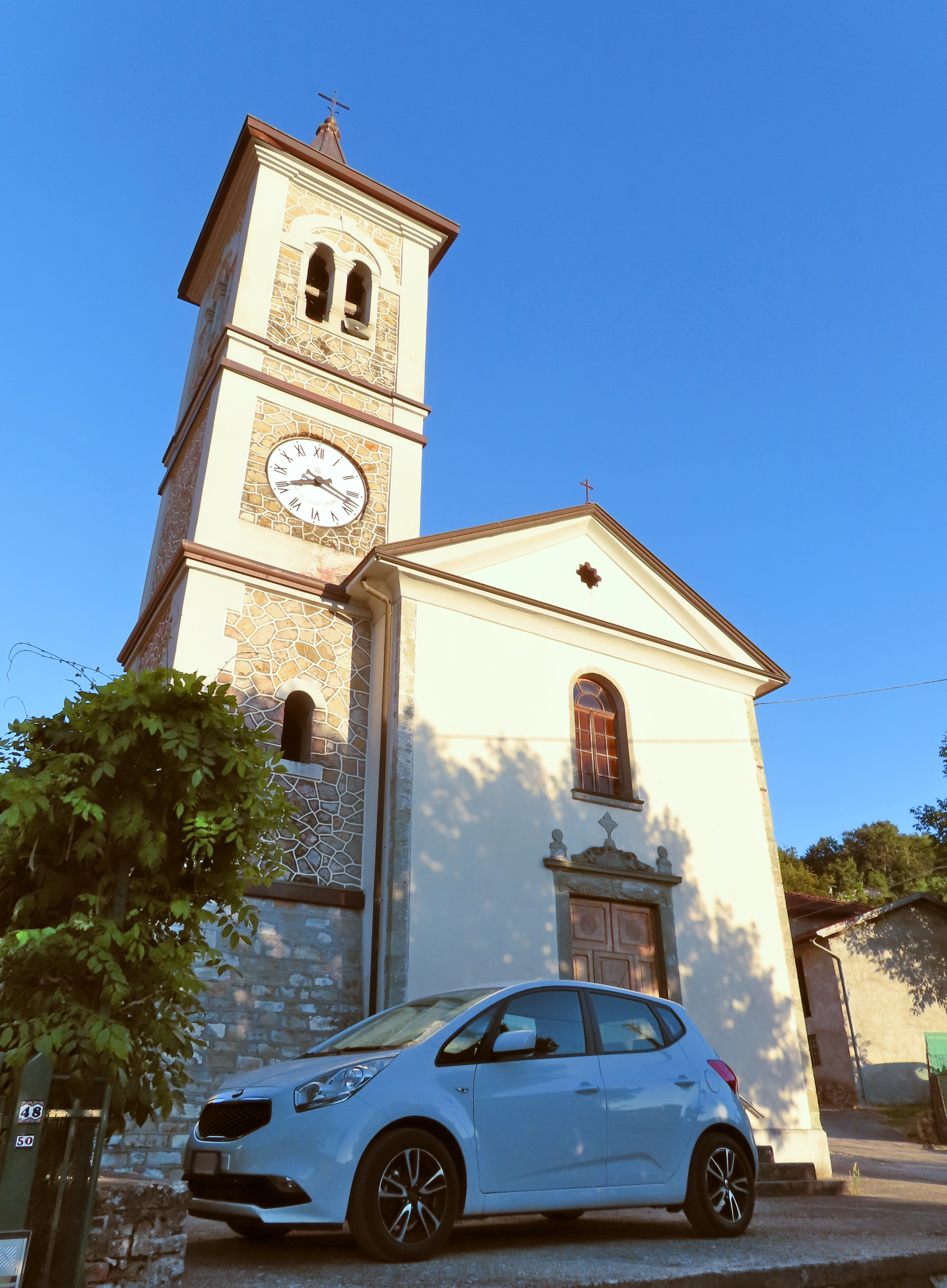
Facciata e campanile

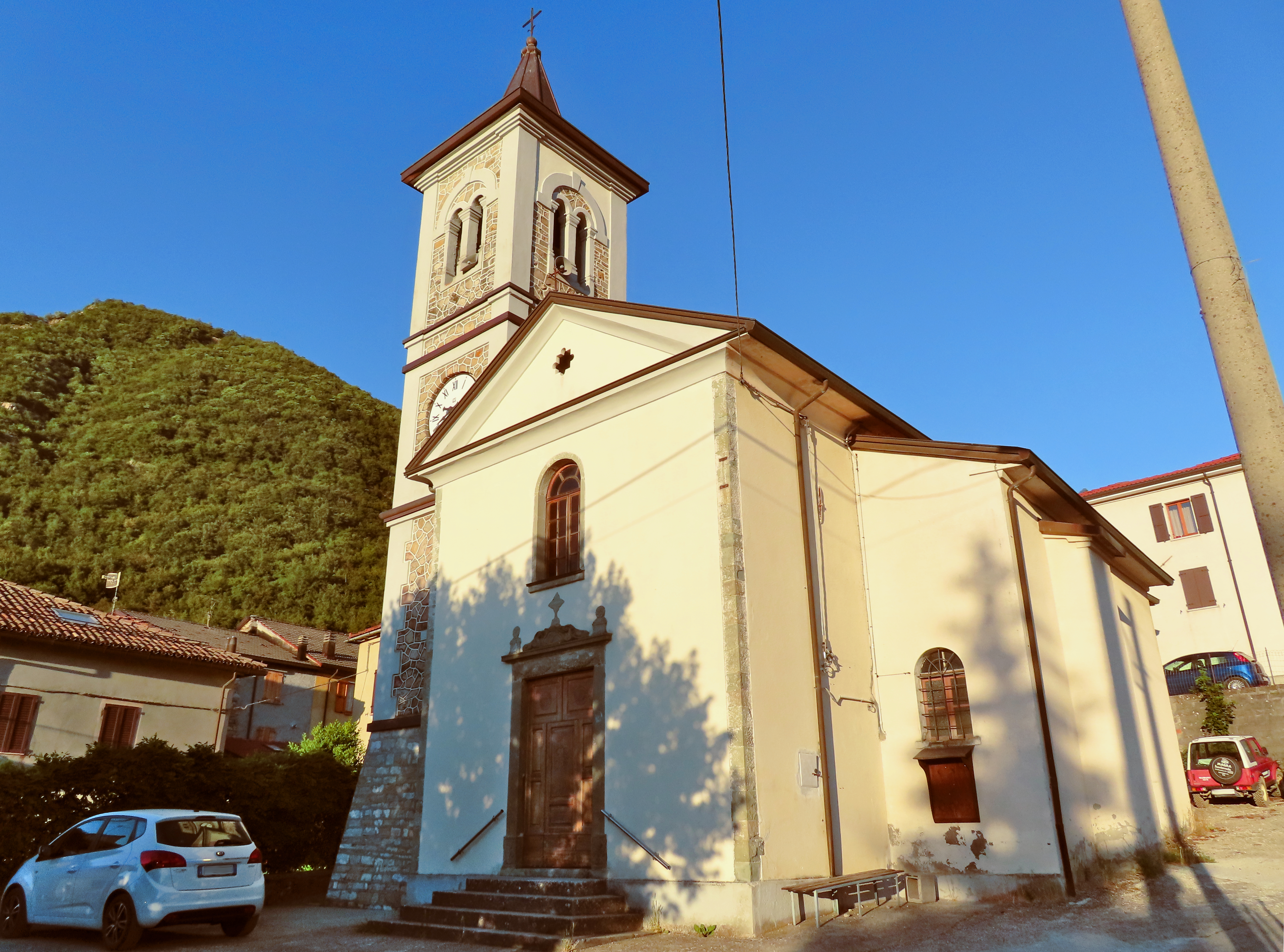
Facciata e lato sud

La chiesa si sviluppa su un impianto a navata unica affiancata da due cappelle sul lato destro e una su quello sinistro, con ingresso a nord-ovest e presbiterio a sud-est.
La simmetrica facciata a capanna, intonacata come il resto dell'edificio, è preceduta nel mezzo da una breve scalinata, che dà accesso al portale centrale barocco, inquadrato da una cornice in pietra e sormontato da un frontone mistilineo; più in alto si apre una monofora ad arco a tutto sesto; alle estremità si elevano due esili lesene in pietra, a sostegno dell'ampio frontone triangolare di coronamento, delimitato da una cornice modanata in aggetto e arricchito da un piccolo oculo polilobato nel mezzo.
Dai fianchi aggettano i volumi delle cappelle; sulla sinistra, di poco arretrato rispetto al prospetto principale, si eleva su tre ordini scanditi da fasce marcapiano il campanile in pietra, ornato sugli spigoli con un motivo in finto bugnato intonacato; in sommità la cella campanaria si affaccia sulle quattro fronti attraverso ampie bifore ad arco a tutto sesto; a coronamento della torre si innalza nel mezzo un'aguzza guglia rivestita in metallo.
All'interno la navata, chiusa superiormente da una volta a botte lunettata, è scandita da una serie di lesene doriche; sulla destra si affacciano sull'aula attraverso ampie arcate a tutto sesto due cappelle laterali, mentre sul lato opposto solo di fronte alla seconda cappella se ne trova specularmente una uguale; di fronte alla prima si apre invece un ampio nicchione voltato a botte, al cui interno è conservato il fonte battesimale in pietra monolitica del 1605, mentre più in alto si trovano due piccole nicchie contenenti statue di santi.
Il presbiterio, lievemente sopraelevato, è preceduto dall'arco trionfale, retto da paraste doriche; l'ambiente, coronato da una volta a botte lunettata dipinta, ospita nel mezzo l'altare maggiore marmoreo a mensa, aggiunto intorno al 1980.